# Louis Benoît Guersant

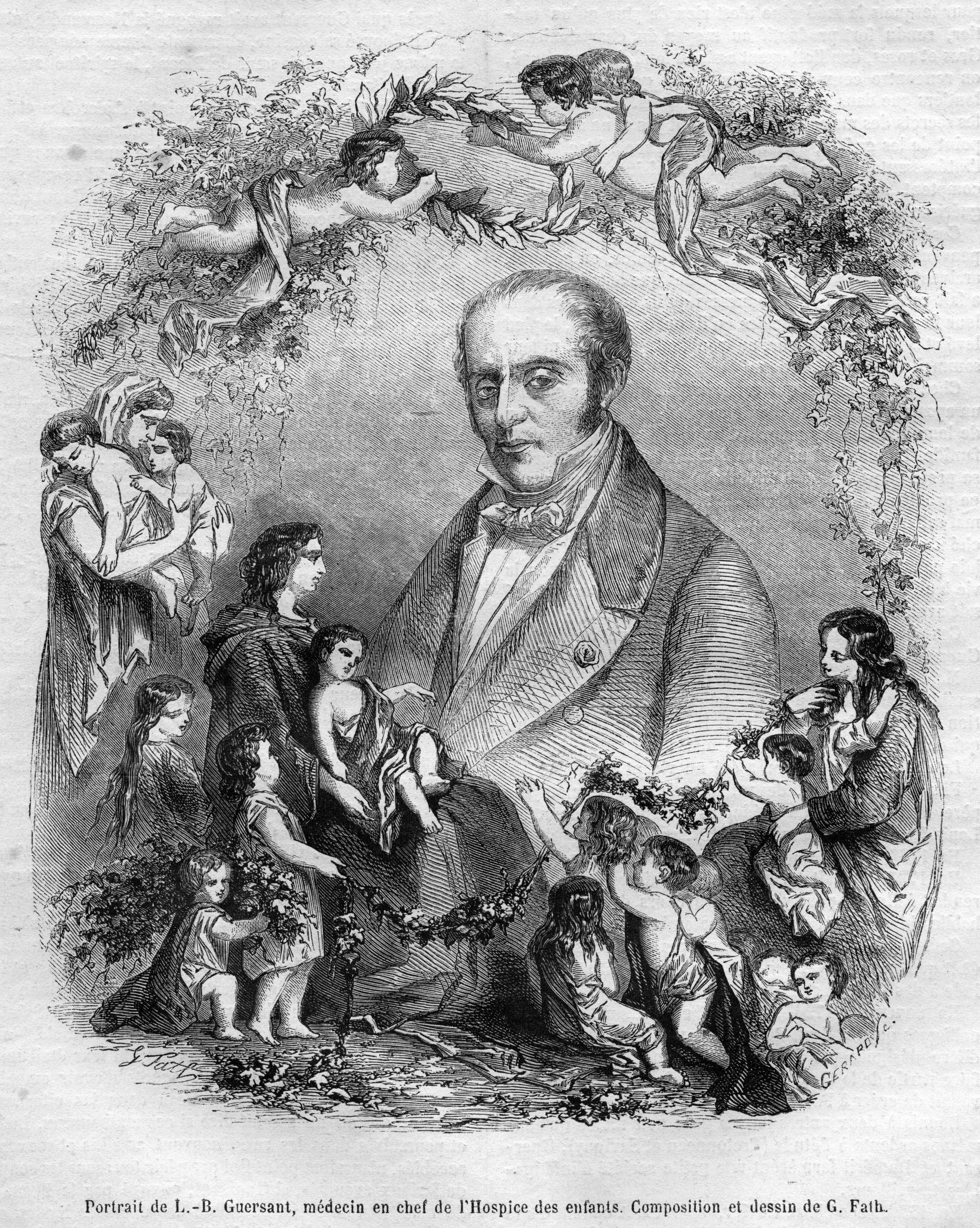

Louis Benoît Guersant  (* 29. April 1777 in Dreux; † 23. Mai 1848 in Paris) war ein französischer Arzt und Naturforscher (Botaniker). Sein offizielles botanisches Autorenkürzel lautet „Guers.“
Guersant war der Sohn eines Arztes und begann sein Studium der Medizin in Rouen und setzte es an der École de santé in Paris fort. Dabei hörte er auch Naturgeschichte bei Jean-Baptiste de Lamarck und Georges Cuvier. Er war (dank des Einflusses von Cuvier) Professor für Naturgeschichte an der École centrale in Rouen (und am dortigen Militärhospital), wandte sich dann aber wieder der Medizin zu und wurde in Paris 1803 promoviert (mit einer Arbeit über Botanik). Er war später am Kinderhospital in Paris (Hôpital des enfants malades), das er 30 Jahre lang leitete. Er veröffentlichte über Nierenkrankheiten bei Kindern, Diphtherie, Keuchhusten und unter anderem über Tierseuchen (Epizootie). Er war an Debatten über die Behandlung von Pseudokrupp durch Tracheotomie beteiligt und über animalischen Magnetismus.
Sein Ansehen stieg, als er 1813 eine Typhus-Epidemie unter Kindern in der Bourgogne, die hunderte Tote forderte, erfolgreich bekämpfen konnte.
Er war Mitglied der Akademie von Rouen und der königlichen Akademie für Medizin. Er war Mitherausgeber des Nouvelle Journal de Médecine und verfasste Beiträge zum Dictionaire des Sciences Médicales. Er war außerdem in der Zeit der Julimonarchie Arzt der Kinder des Königs.
Sein Sohn Paul Louis Benoît Guersant (1800–1869) war auch Arzt.
Eine Straße in Paris ist nach ihm benannt.

## Schriften
- Essai sur les epizooties. Panckoucke u. a., Paris 1815, (Digitalisat).
- Quels sont les caractères des propriétés vitales dans les végétaux? L’Imprimerie de Chaignieau aîné, Paris 1803 (Dissertation).